# Panjepferd
Das Panjepferd (Panje = Herrchen abgeleitet von pan = Herr) fand vor allem in der Landwirtschaft in Osteuropa Verwendung und zeichnete sich durch Härte und Anspruchslosigkeit aus. Einheitliche Zuchtrichtlinien existierten nie. Panjepferde gingen aus allerlei planlosen Kreuzungen – sogar arabisches Blut ist vertreten – hervor; man kann den Begriff Panjepferd eher als Sammel- denn als Rassebezeichnung ansehen. Es ist die Stammform des Koniks.

## Exterieur
Das kleine bis mittelgroße Panjepferd ist ein Landschlag auf der Basis von dem Konik nahestehenden Primitivpferden. Ein einheitliches Exterieur gibt es nicht. Jedoch sind die Pferde eher leicht und drahtig, da ein genügsames, hartes Pferd gewünscht wurde. Es gibt sie in allen Hauspferdefarben, auch mit weißen Abzeichen.

## Interieur
Panjepferde sind ausdauernd, fruchtbar, genügsam und leistungswillig. Aufgrund dieser Eigenschaften wurden die Tiere u. a. millionenfach im Ersten Weltkrieg oder Zweiten Weltkrieg eingesetzt (siehe auch Pferde der Wehrmacht).

## Auftreten in der Literatur

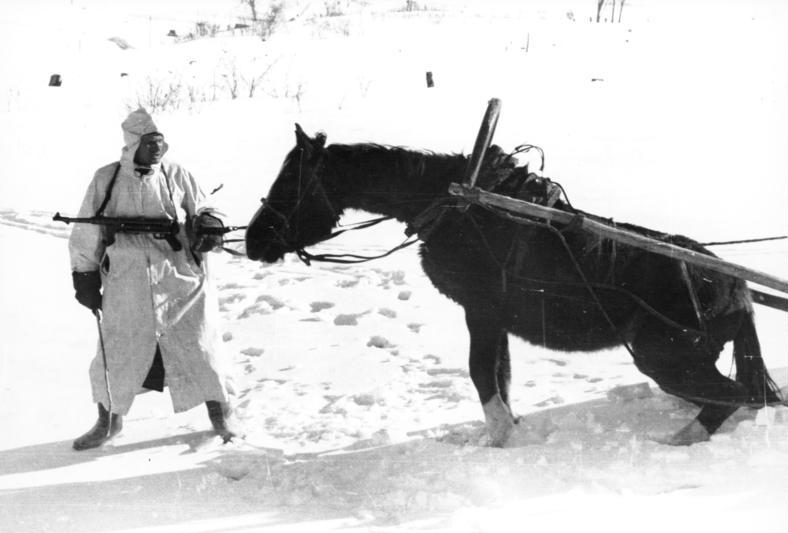
Deutsch-Sowjetischer Krieg, Panjepferd vor einem Schlitten

In Schilderungen des Ersten und Zweiten Weltkrieges und Berichten über deren Folgen ist häufig von Panjepferden und den von ihnen gezogenen Panjewagen bzw. auch von Panjeschlitten die Rede. Zum Helden eines Buches wurde ein Panjepferd in dem Erlebnisbericht Iwan, das Panjepferd von Heinz Buchholz (* 1931). Buchholz schildert hier seine Erlebnisse auf der Flucht vor der Roten Armee im Jahr 1944 aus Ostpreußen.